# كريستوفر باتيسون
كريستوفر باتيسون هو سياسي كندي، ولد في 16 يناير 1885 في المملكة المتحدة، وتوفي في 17 يناير 1958. حزبياً، نشط في Dominion Labor Party (Alberta) ‏. وقد انتخب عضو الجمعية التشريعية ألبرتا.